# Francisco Figueras Pacheco
Francisco Figueras Pacheco (Alicante, 13 de diciembre de 1880 - Alicante, 21 de marzo de 1960) fue un jurista, escritor y arqueólogo español, cronista oficial de la ciudad de Alicante.

## Biografía

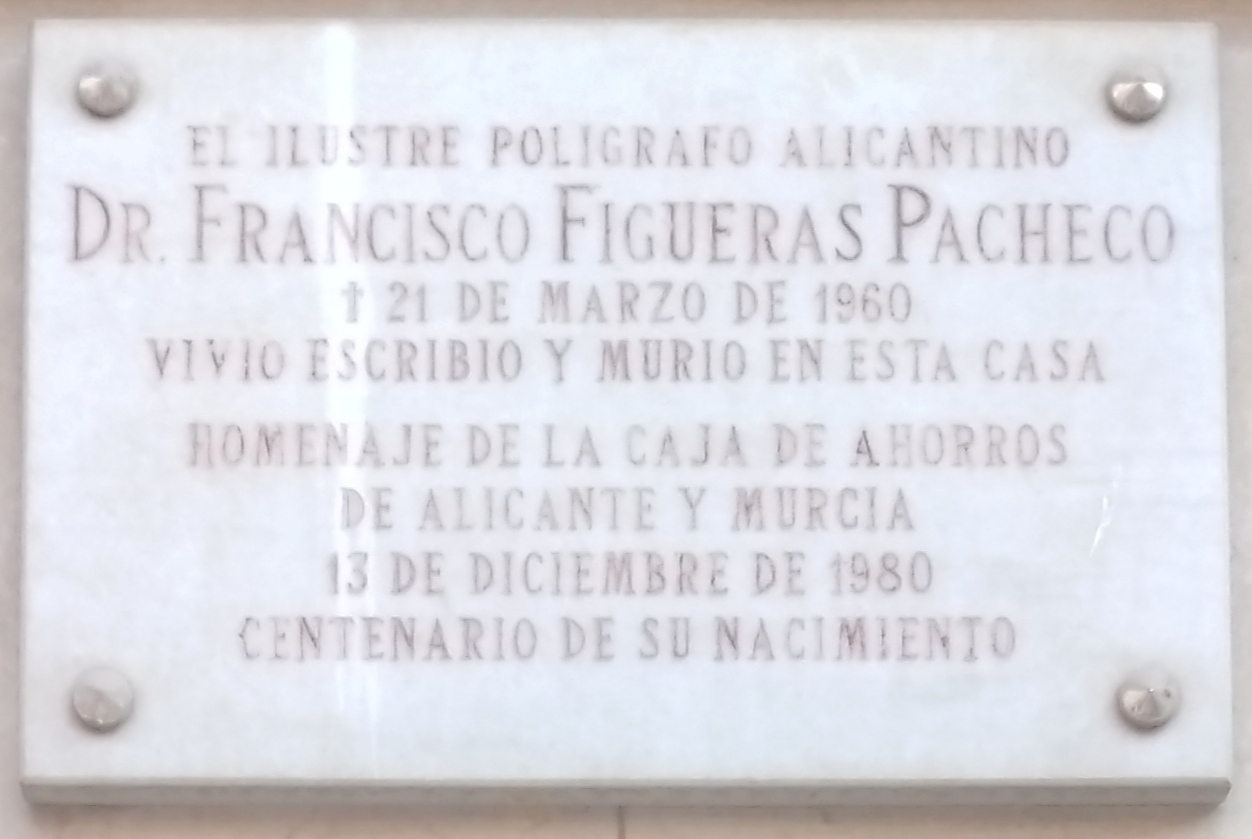
Placa conmemorativa en la casa de Figueras Pacheco en el histórico barrio alicantino de Benalúa

Nació el 13 de diciembre de 1880 en la alicantina plaza de San Cristóbal, hijo del escritor y periodista granadino Francisco Figueras Bushell y la alicantina Josefa Pacheco Vasallo. Estando matriculado en la Facultad de Derecho de Valencia sufrió una dolencia visual grave que lo dejaría ciego a los diecisiete años. En 1907 se licenció en Derecho por la Universidad de Valencia, obteniendo el doctorado por la Universidad de Madrid en 1910. En 1909 consiguió el nombramiento de Cronista Oficial de la Ciudad de Alicante, cargo que ostentó hasta su muerte en 1960. Durante los años 1934 y 1936, fue también el director de las excavaciones arqueológicas del Tosal de Manises, en la Albufereta alicantina. A lo largo de su vida, fue miembro de diversas Academias e Instituciones culturales de ámbito nacional y local, como la Real Academia de la Historia.
Sus ensayos y estudios suelen versar sobre temas relacionados con Alicante, principalmente sobre arqueología de distintos lugares de la provincia, derecho consuetudinario y costumbrismo.

## Obras
Destacan, sobre sus obras no literarias, Los antiguos gremios de la ciudad de Alicante; Alicante y su folclore (1955); Historia del Turrón y prioridad de los de Jijona y Alicante (1955); Dos mil años atrás (1959); o su monumental Geografía de la provincia de Alicante (1914).
En el campo de la ficción, escribió las obras literarias Improntas levantinas, La Deidad del Sol y Volutas de Fuego. 

## Reconocimientos
En noviembre de 2010 fue distinguido con el nombramiento de Hijo Predilecto de Alicante por el Ayuntamiento de la ciudad.
Tiene una calle dedicada con la denominación Cronista Figueras Pacheco en el barrio de Virgen del Remedio de su ciudad natal.